# Дайфуку
Дайфукумочі (яп. 大福餅) або дайфуку (яп. 大福) (дослівно «велика удача») — японські солодощі, невеликий рисовий млинець з начинкою, найчастіше — з анко, пастою з бобів квасолі адзукі.

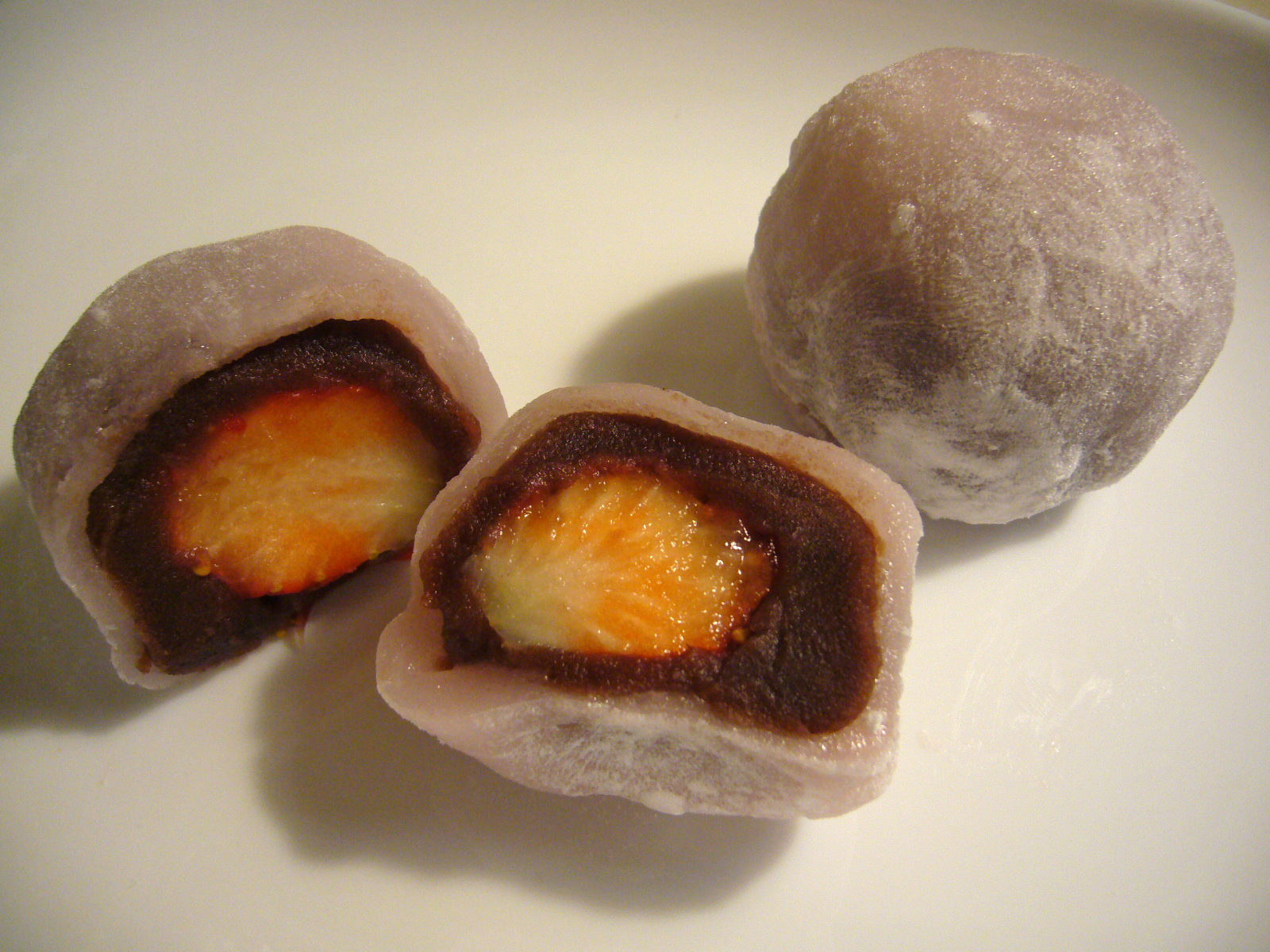
Ітіго дайфуку

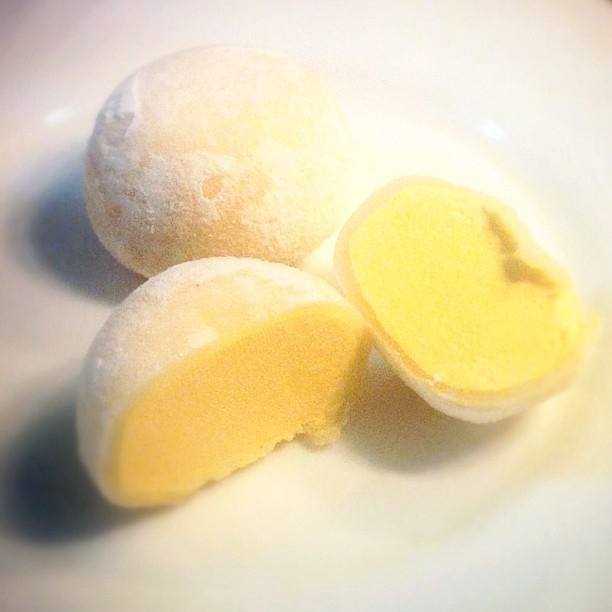
Юкімі дайфуку

Існує багато різновидів дайфуку. Найпоширеніші види — білі, світло-зелені і блідо-рожеві дайфуку з начинкою з анко. Дайфуку зазвичай роблять розміром як долоня, або маленькими, приблизно 3 см в діаметрі. Деякі види містять цільні фрукти, інші — суміш фруктів і анко або пасти з тертої дині. Часто дайфуку покривають кукурудзяним або картопляним крохмалем, щоб зберегти їх від злипання. Дайфуку бувають посипані цукровою пудрою або какао-порошком. Традиційний спосіб приготування мочі (і, зокрема, дайфуку) називається мотіцуке (яп. 持ち付け), їх можна готувати і в мікрохвильовій печі.

## Історія
Дайфуку раніше називались харабуто мочі (яп. 腹太餅, мочі з товстим животом), пізніше назву змінили на дайфуку мочі (яп. 大腹餅)(кандзі поміняли місцями). Через те, що вимова слова живіт (яп. 腹, фуку) і багатство (яп. 福, фуку) в японській мові однакова, назву почали записувати як дайфуку мочі (яп. 大福餅) (мочі великої удачі). В кінці XVIII століття дайфуку стали дуже популярні, їх почали смажити. Дайфуку використовували як подарунки на офіційних зустрічах.

## Види
Йомогі дайфуку (яп. 蓬大福) — робляться з кусамочі (яп. 草餅, мочі з японським полином йомогі).
Ітіго дайфуку (яп. イチゴ大福) — різновид дайфуку з полуницею і анко. Замість анко інколи використовується крем. За авторство ітіго дайфуку змагаються декілька кондитерських.
Юкімі дайфуку (яп. 雪見だいふく) — бренд морозива з мочі, який належить компанії Lotte.
Маме дайфуку (яп. 豆大福) — мочі начиняється подрібненими бобами адзукі або сої і/або солодкою пастою адзукі.
Шіо дайфуку (яп. 塩大福) — начиняється несолодким анко, має м'який солоний смак.
Уме дайфуку (яп. 梅大福) — замість солодкої пасти адзукі начиняється сливами.
Кавовий дайфуку (яп. コーヒー大福) — з солодкою кавовою начинкою.
Монблан дайфуку (яп. モンブラン大福) — замість солодкого адзукі начиняється солодким каштановим кремом монблан.
Пурин дайфуку (яп. プリン大福) — начиняється кармельним кремом (プリン) замість адзукі.